# 梅列什基夫
48°43′4″N 29°31′34″E / 48.71778°N 29.52611°E
梅列什基夫（烏克蘭語：Мелешків），是烏克蘭的村落，位於該國西南部文尼察州，由海辛區負責管轄，始建於1800年，面積1.71平方公里，海拔高度202米，2001年人口729，人口密度为每平方公里426.07人。